# Malacothrix junakii
Malacothrix junakii là một loài thực vật có hoa trong họ Cúc. Loài này được W.S.Davis mô tả khoa học đầu tiên năm 1997.